# Луківок
Луківок (або Лукова, Лукувек, пол. Łukówek) — село в Польщі, у гміні Савин Холмського повіту Люблінського воєводства. Населення — 317 осіб (2011).

## Історія

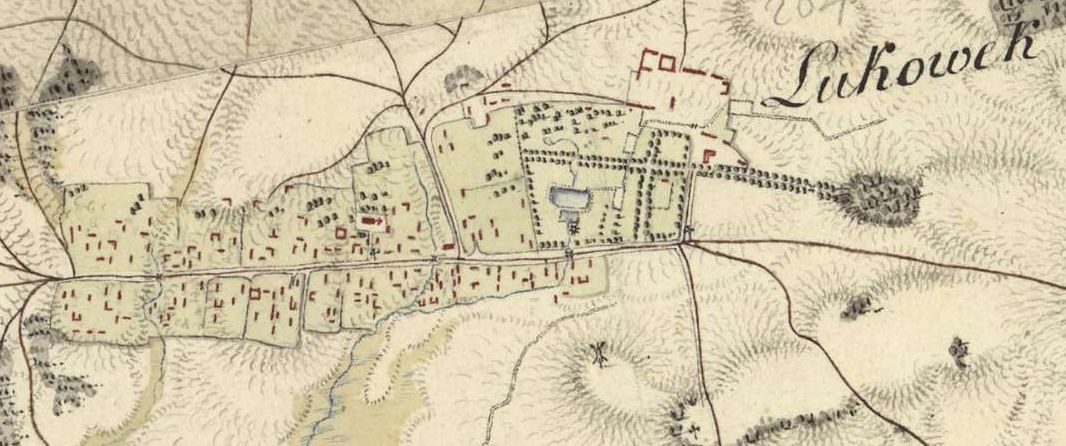
Луківок на австрійській військово-топографічній мапі 1801—1804 років

За даними митрополита Іларіона (Огієнка), 1456 року вперше згадується православна церква в селі. Український історик Іван Крип'якевич датує першу згадку про церкву в селі 1749 роком.
За даними етнографічної експедиції 1869—1870 років під керівництвом Павла Чубинського, у селі Луківськ-Пенкний здебільшого проживали греко-католики, проте населення переважно розмовляло польською мовою. 1872 року місцева греко-католицька парафія налічувала 254 вірян.
У 1938 році польська влада в рамках великої акції руйнування українських храмів на Холмщині і Підляшші знищила місцеву православну церкву.
У 1975—1998 роках село належало до Холмського воєводства.

## Наслення
Демографічна структура станом на 31 березня 2011 року:
|          | Загалом | Допрацездатний вік | Працездатний вік | Постпрацездатний вік |
| -------- | ------- | ------------------ | ---------------- | -------------------- |
| Чоловіки | 160     | 26                 | 103              | 31                   |
| Жінки    | 157     | 22                 | 75               | 60                   |
| Разом    | 317     | 48                 | 178              | 91                   |